# Крокодилячі сльози
Крокодилячі сльози, крокодилові сльози — фальшивий, нещирий вираз емоцій, лицемірний плач задля вдавання співчуття та/або горя.

## Походження
Вислів походить зі стародавнього повір'я, що крокодили нібито плачуть під час поїдання здобичі. Колекція прислів'їв, котрі приписують Плутарху, свідчить, що фразеологізм був добре відомий ще в давнину: порівняння поведінки крокодила з людьми, які знищили чи прагнуть когось знищити, але потім публічно плачуть чи шкодують за своїми жертвами.
Біологічно на тілі у крокодилів немає потових залоз, рідина виходить через залози, розміщені біля очей що й стало приводом для виникнення міфу. Секрет залоз також виводить надлишок солей з організму крокодилів.

## Використання
Термін також застосовується зокрема на означення побутово-звичаєвих явищ — як-то акторська гра у драматичних сценах чи плач плакальниць коли виникає потреба відтворити певний емоційний стан; тележурналістиці та політтехнологіях задля, на думку технологів, поглиблення створення ефекту співчуття до респондента; а також поведінки правопорушників під час затримання, досудового розслідування тощо.